# Маріка багряногруда
Ма́ріка багряногруда (Cinnyris rockefelleri) — вид горобцеподібних птахів родини нектаркових (Nectariniidae). Мешкає в регіоні Африканських Великих озер. Вид названий на честь американського філантропа і орнітолога-любителя Джона Рокфеллера.

## Опис
Довжина птаха становить 12 см. У самців голова, шия, спина і хвіст синьо-зелені, металево-блискучі. Крила темно-сірі, груди багряно-червоні, живіт червонувато-охристий. У самиць верхня частина тіла сірувато-оливкова, нижня частина тіла світліша, оливково-жовта. Дзьоб чорний, довгий і вигнутий.

## Поширення і екологія
Багряногруді маріки поширені на півночі гір Ітомбве, а також в горах на північ і захід від озера Ківу на сході Демократичної Республіки Конго. Також їх спостерігали поблизу Рвеґури в Бурунді та в лісі Ньюнгве в Руанді.
Багряногруді маріки живуть у високогірних чагарникових і бамбукових заростях та на гірських луках. Зустрічаються на висоті від 2050 до 3300 м над рівнем моря.

## Збереження
МСОП класифікує цей вид як вразливий. За оцінками дослідників, популяція багряногрудих марік становить від 375 до 1500 птахів. Їм загрожує знищення природного середовища.